# Sedgefield
Sedgefield este un oraș și un district ne-metropolitan situat în regiunea North East, Anglia, Regatul Unit, reședința comitatului Durham. Districtul are o populație de 87.800 locuitori, dintre care 4.214 locuiesc în orașul propriu zis Sedgefield. 
Districtul este numit după orașul Sedgefield, dar cel mai mare oraș din comitat este orașul Newton Aycliffe iar reședința districtului este situată în orașul Spennymoor. Circumscripția electorală Sedgefield care include și districtul dar și alte zone adiacente, a fost mult timp faimoasă datorită faptului că deputatul circumscripției în perioada  1983-2007 a fost Tony Blair, fostul Prim Ministru al Regatului Unit.

## Orașe din cadrul districtului
- Ferryhill
- Newton Aycliffe
- Sedgefield
- Shildon
- Spennymoor